# Asharid-apal-Ekur
Ašarēd-apil-Ekur, geschreven als ma-šá-rid-A-É.KUR of mSAG.KAL-DUMU.UŠ-É.KUR en andere varianten, met de betekenis “de erfgenaam van de Ekur is het voornaamst,” was de zoon en opvolger van Tukultī-apil-Ešarra I -na diens moord- als koning van Assyrië. Hij regeerde slechts twee jaar 1076/5–1074 v.Chr. in een tijd van grote troebelen die al begonnen was in de laatste jaren van zijn vader en die de verdere eeuw zouden voortduren. Hij was de 88e koning op de Assyrische koningslijst.
Volgens een vroege versie van de Synchronistische koningslijst, was hij een tijdgenoot van de Babylonische koning Itti-Marduk-balāṭu, ca. 1140–1132 v.Chr. Mogelijk werd deze monarch verplaatst om te volgen op Marduk-nādin-aḫḫē, ca. 1099-1082 v.Chr. Dit deel van de spijkerschrifttekst is nu verloren or ontzenuwd. Huidige theorieën over de chronologische volgorde suggereren dat Marduk-šāpik-zēri, ca. 1082–1069 v.Chr., zijn ware tijdgenoot in Babylon geweest kan zijn, terwijl Rowton voorstelt om Ašarēd-apil-Ekurs twee jaar op de troon gelijk te stellen aan de jaren 5 en 6 van Marduk-šāpik-zēri.
Tijdens zijn bewind werd het ambt van ummânu, “koninklijke schrijver” in aanzien verheven en hij was de eerste koning die de naam van zijn schrijver liet vermelden naast zijn eigen naam op de Synchronistische koningslijst,. Waarschijnlijk identifieert dit de persoon die in zijn tijd de lijst bewerkt heeft.
Er zijn geen koninklijke inscripties bekend van zijn bewind en hij komt alleen op latere koningslijsten en op een eponiemenlijst voor.
Hij werd opgevolgd door zijn broer Aššur-bel-kala, daarna kortstondig door diens zoon, zijn neefje Eriba-Adad II en dan door zijn andere broer Šamši-Adad IV.

## Inscripties
1. ↑  Khorsabad Kinglist: iii 41.
2. ↑  SDAS Kinglist iii 27.
3. ↑  Nassouhi Kinglist iv 8: [mS]AG-A-É.KUR.
4. 1 2  Synchronistic King List, KAV 216 (ass. 14616c), ii 18.
5. ↑  KAV 21 iii 13, as [... ]-A-É.KUR.